# Oxycera locuples
Oxycera locuples är en tvåvingeart som beskrevs av Friedrich Hermann Loew 1857. Oxycera locuples ingår i släktet Oxycera och familjen vapenflugor. Inga underarter finns listade i Catalogue of Life.